# Zaretis stys
Zaretis stys är en fjärilsart som beskrevs av Heinrich Benno Möschler 1877. Zaretis stys ingår i släktet Zaretis och familjen praktfjärilar. Inga underarter finns listade i Catalogue of Life.